# Rui Couceiro
Rui Couceiro (Porto, 1984) é um editor e escritor português. Está à frente da editora Contraponto, do Grupo Bertrand, e é autor dos romances «Baiôa sem Data Para Morrer» (vencedor do Prémio Literário Manuel de Boaventura 2023 e finalista do Prémio PEN Club de Narrativa 2023) e «Morro da Pena Ventosa».

## Biografia
Cresceu em Espinho, onde praticou voleibol, no Sporting Clube de Espinho, clube pelo qual se sagrou campeão nacional em todos os escalões de formação. Disse em várias entrevistas que o desporto foi a sua principal escola. É licenciado em Comunicação Social, mestre em Ciências da Comunicação e pós-graduado em Estudos Culturais. Trabalhou numa rádio local, estagiou na SIC e foi correspondente da LUSA, antes de ingressar, em 2006, na área editorial. Começou por ser assessor de comunicação e coordenador cultural da Porto Editora, até 2016, altura em que assumiu funções de editor na Bertrand Editora, tendo desde então a seu cargo a chancela Contraponto. Em 2018, reatou colaborações com a comunicação social: primeiro, partilhou com a escritora Filipa Martins a autoria e apresentação do programa «A Biblioteca de», na rádio Renascença; atualmente, escreve para a revista Visão. É, desde 2021, membro do Conselho Cultural da Fundação Eça de Queiroz.
Abandonou uma tese de doutoramento em Estudos Culturais, para escrever o seu primeiro romance, intitulado «Baiôa Sem Data Para Morrer» (Porto Editora, 2022), distinguido em julho de 2023 com o Prémio Literário Manuel de Boaventura e finalista do Prémio PEN Club de Narrativa 2023, e que o escritor argentino Alberto Manguel considerou "um romance tão perfeito, tão maravilhosamente escrito, com uma originalidade tal, que eu não acredito que seja o seu primeiro romance. Recordou-me uma literatura universal, como o romance do grande Juan Rulfo, «Pedro Páramo»". E manifestou a intenção "de ser o porta-voz deste livro no mundo inteiro, porque se este livro fosse um livro americano ou alemão já haveria mil editores no mundo inteiro a querer traduzir e publicá-lo". O também escritor português Valter Hugo Mãe considerou-o "uma estreia impressionante" e também "fulgurante, viciante, comovente, inesperado". João de Melo, também escritor português, disse tratar-se de um livro espantosamente belo, sempre bem escrito e tão inovador no seu imaginário de ficção, quanto no desafio da história por ele narrada", capaz de "projetá-lo de imediato para o grande futuro da literatura", e salientou ter "um narrador que nos inventou um novo realismo espiritual (nada de neorrealismo, nem de realismo mágico ou fantástico tout court, mas dele não excluído) com um soberbo e atroz talento que maravilha o leitor".[carece de fontes?]
Em junho de 2024, publicou o seu segundo romance, «Morro da Pena Ventosa» (Porto Editora), um livro ambientado no Porto, que Miguel Esteves Cardoso considerou «Um livro emocionante e muito surpreendente», acrescentando que Rui Couceiro é «um romancista como já não existe». Na revista Visão, o jornalista Pedro Dias de Almeida considerou que «Este romance tem todos os ingredientes da grande literatura: amor e morte, e o absurdo das nossas vidas, entre pequenas e grandes histórias». No Jornal de Negócios, o também jornalista Manuel Falcão escreveu que «O que mais surpreende no novo romance de Rui Couceiro, Morro da Pena Ventosa, é o ritmo da escrita, a sucessão de momentos, de episódios, de pequenas histórias, de personagens que se desenvolvem ao longo de 140 episódios curtos e que nos arrastam até ao fim sem vontade de parar». No Público, a crítica literária Helena Vasconcelos considerou que «Rui Couceiro é um virtuoso da língua portuguesa e a cadência da sua escrita convida à viagem, ao devaneio» . Também a escritora e professora universitária Yvette Centeno escreveu três ensaios sobre o segundo romance de Couceiro; entre várias considerações, afirmou: «Acordei a pensar que outro livro, de que me lembre, tem uma densidade tão grande sendo ao mesmo tempo forjado na actualidade do nosso quotidiano, com personagens que nos dizem muito do que somos e vivemos (do pequeno e do grande mundo)» e «Este livro deveria poder ser objecto de estudo em ambas as dimensões que refiro, a sociológica e a de uma certa e nova visão filosófica da cidade real» . Já o escritor Manuel da Silva Ramos, no Jornal do Fundão, voltou a ser taxativo no elogio ao escritor portuense: «Rui Couceiro confirma todo o grande talento já expresso no seu primeiro livro “Baiôa Sem Data para Morrer”. Esperávamos o seu segundo livro e ei-lo que surgiu em Junho para nosso contentamento. Agora podemos dizer com toda a certeza: Rui Couceiro é, aos quarenta anos, uma das maiores certezas da literatura portuguesa actual e, claro, do futuro»